# Marcin Szewczak
Marcin Leopold Szewczak (ur. 4 listopada 1979 w Krasnymstawie) – polski prawnik, europeista i samorządowiec, doktor habilitowany nauk prawnych, profesor nadzwyczajny na Wydziale Prawa, Prawa Kanonicznego i Administracji Katolickiego Uniwersytetu Lubelskiego Jana Pawła II.

## Życiorys
Jest absolwentem I Liceum Ogólnokształcącego im. Władysława Jagiełły w Krasnymstawie z 1998. W 2005 uzyskał tytuł magistra prawa na Uniwersytecie im. Marii Curie-Skłodowskiej w Lublinie. Ma tytuł Master of Arts in European Studies and Global Affairs – Uniwersytetu Sante Cuore w Mediolanie oraz Katolickiego Uniwersytetu Petera Pazmany w Budapeszcie. Uzyskał doktorat (2007) na podstawie pracy pt. Administracyjno-prawne aspekty realizacji Wspólnej Polityki Rolnej w Polsce i habilitację (2014) na Katolickim Uniwersytecie Lubelskim Jana Pawła II w zakresie nauk prawnych na podstawie pracy pt. Administrowanie rozwojem regionalnym w systemie prawa administracyjnego. Ukończył również studia na kierunku stosunki międzynarodowe na UMCS.
Jest prezesem Instytutu Rozwoju Samorządu Terytorialnego Województwa Lubelskiego. Pełni funkcję profesora nadzwyczajnego KUL w Katedrze Prawa Samorządu Terytorialnego i Nauki Administracji. Jest wykładowcą Krajowej Szkoły Administracji Publicznej im. Prezydenta Lecha Kaczyńskiego. Zajmuje się prawem samorządu terytorialnego i prawem Unii Europejskiej, a także rozwojem makroekonomicznym krajów Trójmorza.
Uzyskał wpis na listę radców prawnych. W 2016 założył własną kancelarię prawną. Zajął się obsługą prawną Starostwa Powiatowego w Krasnymstawie.
W wyborach samorządowych w 2006 bez powodzenia kandydował do Sejmiku Województwa Lubelskiego. W wyborach samorządowych w 2024, kandydując z listy Prawa i Sprawiedliwości, uzyskał mandat radnego Sejmiku Województwa Lubelskiego, zdobywszy 10 259 głosów. 7 maja tego samego roku został wybrany na członka Zarządu Województwa Lubelskiego, w którym objął obowiązki z zakresu instytucji kultury oraz gospodarki.

## Wybrane publikacje
- Zrównoważony rozwój regionalny a koncepcja Weberian State 4.0 (2020)
- Działania lokalnej administracji samorządowej w zakresie ochrony zdrowia psychicznego oraz współpracy międzysektorowej na terenie woj. lubelskiego (2015)
- Zaufanie do władz samorządowych w procesie programowania polityki rozwoju (2015)[17]
- Finansowanie zadań administracji publicznej ze środków UE (2011)[18]
- Fundusze Unii Europejskiej w Polsce na lata 2007–2013 (2010)[19]
- Administracyjno-prawne aspekty realizacji wspólnej polityki rolnej w Polsce (2008)[7]
- Wspólna polityka rolna: Tradycja i nowoczesność (2007)[20]